# Стародуб

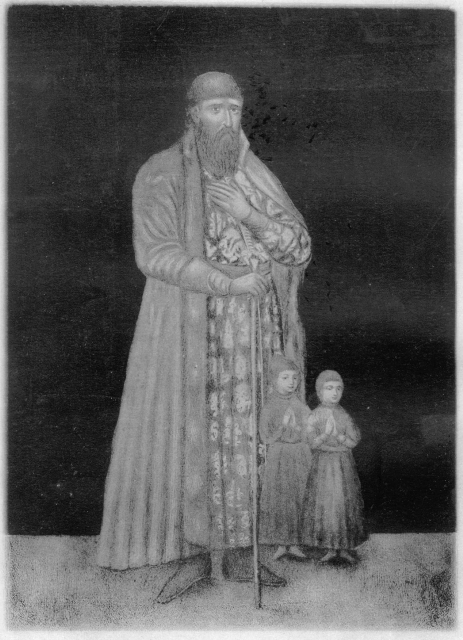
Спиридон Ширай, війт міста у 1681—1708 рр.

Печатка стародубського магістрату часів Гетьманщини (1696-й рік).

Староду́б (рос. Стародуб) — місто в Російській Федерації, адміністративний центр Стародубського району Брянської області. 
Історично центр історико-етнографічної землі Стародубщина, центр одного з 10-ти адміністративних полків Гетьманщини і єдиний — поза межами сучасної України.
Населення міста становить 18 399 осіб (2008; 18,4 тис. в 2005, 18,4 тис. в 2004, 18 643 в 2002, 18,9 тис. 1989, 15,1 тис. в 1970, 11,7 тис. в 1959, 12,6 в 1939).

## Географія
Місто розташоване на річці Бабинець, правій притоці річки Вабля, притоки Судості, басейн Десни.

## Походження назви міста
За місцевими переказами, Стародуб названо так на честь могутнього кремезного дуба, який знаходився в центрі міста, на ринковій площі. Дослідник місцевої старовини Олександр Рубець у своїй праці писав, що у Стародубі ще у 30-х роках ХІХ ст. ріс величезний дуб, під покровом якого могли розміститися п'ятнадцять возів. Але у 1840-му році дуб засох, тому місцевий городничий наказав викорчувати його, і таким чином «загинула славна історична пам'ятка Стародуба».
Вважається, що у давніх слов'ян дуб користувався особливою повагою. Він вважався "священним деревом бога Перуна". Можливо, Стародуб у язичницькі часи був локальним сіверським культурним та духовним центром. За цією ж версією вважається, що місцеві язичники збиралися час від часу під гіллям кремезного дуба, приносили сюди релігійні жертви, влаштовували свята, у яких оспівували дивовижну силу рідної природи. Так, навіть до ХІХ ст. у деяких селах Стародубського повіту селяни клали в стайню шматочок розбитого блискавкою дуба, в надії, що це додасть сили їхнім коням.

## Історія
Відоме з XI століття як фортеця Чернігівського князівства. У літописах вперше згадується під 1096 у зв'язку з міжусобною боротьбою князів та нападами половців. У XII-на початку XIII століть — центр Стародубського удільного князівства. У 1239 році місто зруйноване татарами.
З XIV століття перебуває у складі Великого князівства Литовського, центр Стародубського повіту.
На початку XVI століття Стародуб перейшов під владу Московської держави. За володінням цих земель розв'язалася Стародубська війна, що закінчилася 29 серпня 1535 року, коли після місячної облоги війська Великого князівства Литовського звільнили Стародуб під час війни між Московською державою та Великим князівством Литовським, раніше захопленим Москвою в 1503 році.
У 1616 році його здобули польські війська і за умовами Деулінського перемир'я 1618 року місто перейшло до Литовського великого князівства в складі Речі Посполитої. У 1620 році Стародубу було надано магдебурзьке право.
1648 під час національно-визвольної війни під проводом Богдана Хмельницького українське військо звільнило місто. За переписом 1654 у Стародубі 538 козаків. З 1663 місто стало військово-адміністративним центром Стародубського полку, який виділений із великого Ніженського полку. 1666, на прохання стародубських міщан, надана царська грамота, якою підтверджувалися права міського самоуправління - маґдебурії.
У добу Гетьманщини в околицях Стародуба видобували залізну руду і виробляли з неї залізо.
Гетьман Іван Мазепа Універсалом від 9 травня 1690 р. дозволяє стародубівському полковнику Михайлові Миклашевському побудувати дві рудні «для робленя желѣза… при якихъ то рудняхъ… осадити килко десять дворов людей», з яких передбачається брати податки: «звиклие зъ них отбирати пожитки». У часи Північної війни Стародуб став місцем концентрації військ Московщини, а після оголошення Українсько-Шведського союзу - базою з формування антиурядових військ полковника Івана Скоропадського. 
1781 Стародуб став повітовим містом Новгород-Сіверського намісництва, а з 1802 — Чернігівської губернії.

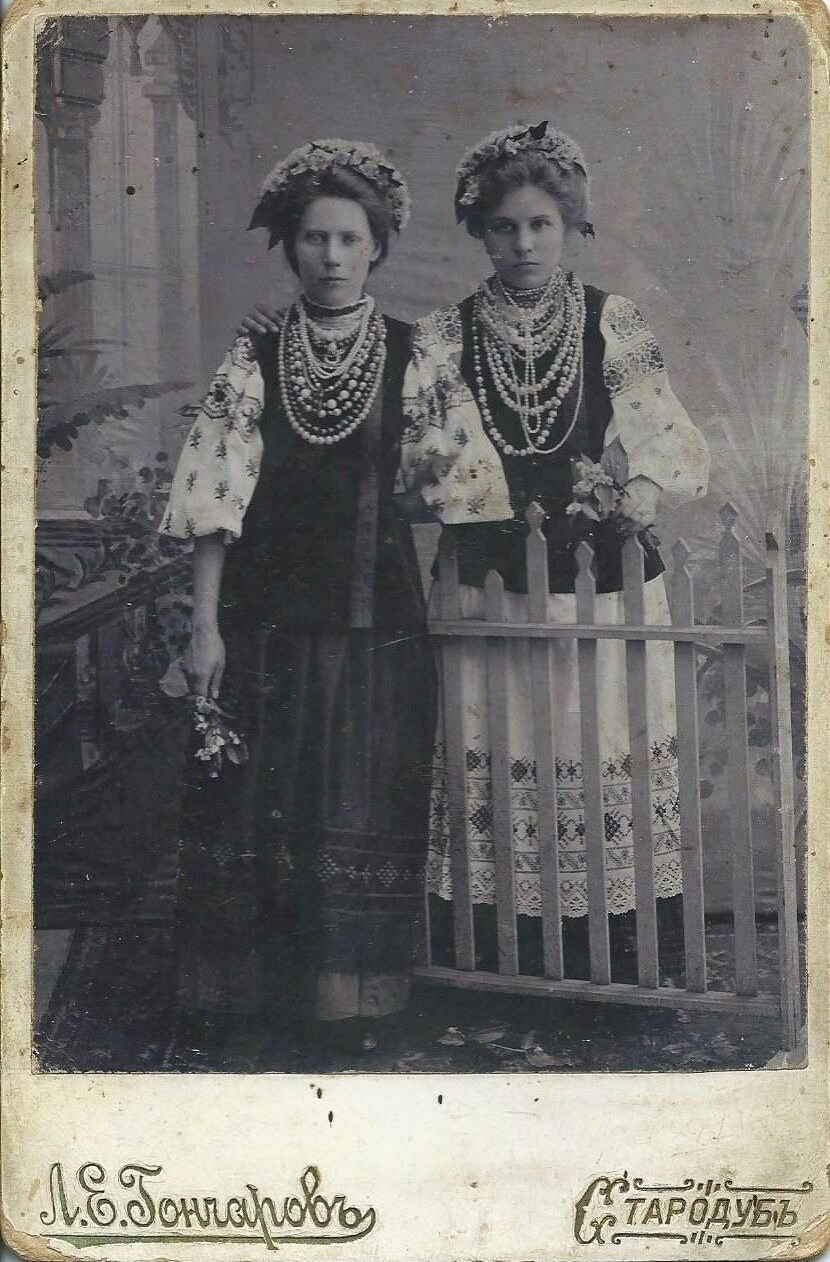
Українські жінки міста Стародуба, 1900-і роки

У 1917 в Стародубі базувався загін Українського Вільного козацтва в числі 25 вільних козаків під керівництвом поручника Шакотька.
У 1917-1918 Стародуб належав до Української Народної Республіки (за законом 2—4 березня 1918 мав стати центром землі — Сіверщини) та Української Держави гетьмана Павла Скоропадського[джерело?].
У 1919 році включений до складу РСФРР.
Після Другої світової війни російська комуністична влада вдалася до ліквідації кам'яних будівель Стародуба епохи Гетьманщини. Зокрема, знищено Іванівську церкву, збудовану 1720 коштом Гетьмана Іоанна Скоропадського; Спасівський собор, зведений у стилі українського бароко; Миколаївську церкву.
Дослідники історії Стародубщини свідчать:
| Полковий собор Різдва Христового урятувало лише те, що там було велике сховище колгоспної картоплі, і перемістити цей овоч звідти просто не було можливості. Але усім тим храмам, що стояли навколо, так не пощастило, і унікальний архітектурний ансамбль у стилі українського бароко тепер ми можемо побачити лише на старих світлинах. Багато загубив у своїй красі і полковий собор, залишившись відтепер на самоті, зовсім не так, як його планували у 17-му ст. українські архітектори. |

## Економіка
У місті працюють заводи: сироробний, консервний, ЗАТ «СтелТЗ», хлібокомбінат. 
Серед них слід відзначити колишній овочесушильний завод, а нині ВАТ "Консервсушпрод", який є генеральним підрядником і постачальником Міноборони РФ, з 2018 роки обсяги виробництва індивідуальних раціонів харчування (ІРХ, або ИРП), що в народі мають назву "сухпайок", "сухпай", зросли майже втричі і сягнули 3 млрд.рублів. За даними росстату та відкритих даних в рос.пресі понад 80% усіх "ИРП" для міноборони РФ виробляють саме в Стародубі. З часу повномасштабного вторгнення в Україну серед матеріальних речових доказів на місцях боїв та на звільнених територіях знайдені тисячі обгорток та прострочених упаковок сухпаїв Стародубського заводу. Адреса потужностей виробництва - Брянська обл, м.Стародуб, вул.Леніна, 26, а також вул.Садова 3-5. Координати в гугл-мапс : 52.581628, 32.751401. 

## Видатні місця
- Собор Різдва Христового (1677 р., відновлений в 1744 р. після пожежі[4]). Козацьке бароко з елементами наришкінського стилю.
- Богоявленська церква, 1770–1789 рр., провінційне бароко.
- Миколаївська церква, 1802–1802 рр., класицизм.
- Будівлі колишніх духовного училища та чоловічої гімназії

## Відомі люди
- Акуленко Микола Іванович (1888—1971) — український оперний співак (драматичний тенор).
- Ворович Йосиф Ізраїлевич — російський математик, академік РАН.
- Галецький Семен Якович — український військовий і державний діяч. Стародубський полковник.
- Доброгаєв Сергій Мартиніянович (1872—1952) — засновник української та російської логопедії, фізіолог.
- Дятлів Петро Юрійович — український політичний діяч, революціонер, перекладач, редактор і публіцист.
- Зайців Микола — український військовий і громадський діяч; хорунжий Армії УНР.
- Каменецький Йосип Кирилович — російський медик.
- Метельський Георгій Васильович — російський письменник, прозаїк.
- Миклашевський Михайло Андрійович — український військовий і державний діяч. Стародубський полковник.
- Миклуха Микола Ілліч — нащадок козацького роду, інженер, залізничник, батько мандрівника й етнолога Миколи Миклухо-Маклая.
- Нікітченко Микола Степанович — радянський воєначальник, генерал-майор.
- Огієвський Анатолій Володимирович — український гідролог, доктор технічних наук.
- Ракушка Роман Онисимович — український державний і церковний діяч. Ймовірний автор «Літопису Самовидця».
- Расторгуєв Павло Андрійович — білоруський мовознавець-діалектолог.
- Рубець Олександр Іванович — український краєзнавець, фолкльорист, хоровий диригент і педагог.
- Скоропадський Іван Ілліч — український гетьман. Стародубський полковник.
- Скоропадський Павло Петрович — гетьман Української Держави. Навчався у Стародубській гімназії.
- Толочинов Микола Пилипович — відомий акушер-гінеколог.
- Ткаченко Михайло Степанович — член Центральної і Малої Рад, генеральний секретар судових справ.